# Leonhard Schultze-Jena
Leonhard Sigmund Friedrich Kuno Klaus Schultze-Jena (Jena, 28 de maio de 1872 — Marburgo, 29 de março de 1955) foi um explorador, zoólogo e antropólogo que se distinguiu na exploração do Sudoeste Africano Alemão e da Nova Guiné. A partir de 1912 passou a usar o nome Schultze-Jena em resultado do título honorário que foi nesse ano concedido a seu pai, o professor de ginecologia e obstetrícia Bernhard Sigmund Schultze, depois Bernhard Sigmund von Schultze-Jena.

## Biografia
As viagens de exploração científica de Leonhard Schultze iniciaram-se com uma estadia entre 1903 e 1905 no Sudoeste Africano Alemão, a actual Namíbia, onde se dedicou a estudos antropológicos sobre os namas, os quais publicou em conjunto com estudos sobre a geografia e a fauna e flora daquela região de África.
Encontrava-se naquela colónia alemão quando ocorreram os mais violentos incidentes da campanha contra os hererós e os namaqua, que ficaram conhecidos como o genocídio dos hererós e namaquas. Sobre o massacre do povo herero, em especial após a batalha de Waterberg, levado a cabo por tropas alemãs sob o comando do general Lothar von Trotha em 1904, reporta nas suas publicações que, apesar do desencadear da guerra ter dificultado a colecta e conservação dos animais, facilitava os estudos de antropologia física: «Por outro lado, pude dar utilidade às vítimas da guerra e remover partes dos cadáveres frescos dos nativos, os quais eram bem vindos para completar o estudo do corpo vivo (também estavam à minha disposição hotentotes capturados).» (em alemão:  Andererseits konnte ich mir die Opfer des Krieges zu nutze machen und frischen Leichen von Eingeborenen Teile entnehmen, die das Studium des lebenden Körpers (gefangene Hottentotten standen mir häufig zu Gebote) willkommen ergänzten).
Da sua experiência no Sudoeste Africano resultou a obra Aus Namaland und Kalahari (Da Namalândia e do Kalahari), considerada um dos melhores relatos da situação naquele território nos anos iniciais do século XX.
Em 1910 Schultze participou numa expedição destinada a explorar a região fronteiriça entre os protectorados holandês e alemão na Nova Guiné (a Expedição Germano-Neerlandesa à Fronteira da Nova Guiné em alemão:  Deutsch-holländische Neuguinea-Grenzexpedition). O objectivo da expedição era mapear a fronteira entre a Terra do Imperador Guilherme (em alemão:  Kaiser-Wilhelms-Land) e a colónia neerlandesa da Papua Ocidental.
Em Fevereiro e Março de 1910 a expedição explorou a foz do rio Tami. Nos meses seguintes Schultze liderou negociações em Batávia, a actual Jacarta e Buitenzorg. A partir de 4 de Maio de 1910, fez viagens preliminares, explorando o Tami, um rio próximo de Vanimo. Em homenagem a Schultze, na Província de Oro um braço de rio com menos de um quilómetro de comprido, separado do rio Waria por um banco de areia, foi chamado rio Leonhard Schultze.
Até 1913 Schultze foi professor de Geografia na Universidade de Kiel (Christian-Albrechts-Universität zu Kiel), a partir de 1912 também dirigiu Museu de Antropologia da Universidade de Kiel (Museum für Völkerkunde der Universität Kiel).
Schultze manteve entre 1913 e 1937, ano em que se aposentou, a cátedra de Geografia da Universidade de Marburgo (Philipps-Universität Marburg).
Em 1927 publicou o livro Macedónia - imagens da paisagem e cultura (Makedonien, Landschafts- und Kulturbilder), publicado em macedónio em 2013.
Em 1930 Schultze realizou uma expedição de investigação à região de Izalco, em El Salvador. a partir de 1932 grande parte do povo observado por Schultze em El Salvador foi vítima do genocídio que ficaria conhecido como La Matanza (El Salvador). Em 1935 publicou na editora de Gustav Fischer, de Jena, a obra Índios II - Mitos na língua materna dos pipil de Izalco em El Salvador (em alemão:  Indiana II - Mythen in Muttersprache der Pipil von Izalco in El Salvador).
Leonhard Sigmund Schultze-Jena foi um dos subscritores da Declaração dos Professores Alemães por Adolf Hitler.

## Publicações
- Aus Namaland und Kalahari. Bericht an die königlich Preussische Akademie der Wissenschaften zu Berlin über eine Forschungsreise im westlichen und zentralen Südafrika in den Jahren 1903 – 1905, Jena 1907.
- Zoologische und anthropologische Ergebnisse einer Forschungsreise westlichen und zentralen Südafrika ausgeführt in den Jahren 1903–1905 mit Unterstützung der Kgl. Preussischen Akademie der Wissenschaften, Jena, Gustav Fischer, 1904.
- Zoologische und anthropologische Ergebnisse einer Forschungsreise im westlichen und zentralen Südafrika ausgeführt in den Jahren 1903 - 1905, Bd. 5: Zur Kenntnis des Körpers der Hottentotten und  Buschmänner, in: Denkschriften der medizinisch- naturwissenschaftlichen Gesellschaft zu Jena, Bd.5 (3):Seiten 147-227, 1928
- Petermanns Geographische Mitteilungen, p. 324;
- Zeitschrift der Gesellschaft für Erdkunde zu Berlin 1909, Seiten 623-624;
- Zeitschrift der Gesellschaft für Erdkunde, Berlin 1910, Seiten 668-669;
- Zeitschrift der Gesellschaft für Erdkunde, Berlin 1911, Seiten 128, 361-365.
- Forschungen im Innern der Insel Neuguinea: Bericht des Führers über die wissenschaftlichen Ergebnisse der deutschen Grenzexpedition in das westliche Kaiser-Wilhelmsland 1910, Mittler, Berlin, 1914. (Digitalisat)
- in der Serie: Das deutsche Kolonialreich Bd. 2 T. 2., Südwestafrika, Bibliographisches Institut, Leipzig, 1914
- mit Leonhard Siegmund: Makedonien: Landschafts- und Kulturbilder, Gustav Fischer, Jena, 1927
- Quellenwerke zur alten Geschichte Amerikas, aufgezeichnet in den Sprachen der Eingeborenen. Vol. VI.
- Indiana I. Leben, Glaube und Sprache der Quiché von Guatemala, Gustav Fischer, Jena. 1933
- Indiana II: Mythen in der Muttersprache der Pipil von Izalco in El Salvador Gustav Fischer, Jena 1935
- Indiana III. Bei den Azteken, Mixteken und Tlapaneken der Sierra Madre del Sur von Mexiko, Jena, Gustav Fischer. 1938
- Der Wortschatz des Popol Vuh
- Popol Vuh - Das Heilige Buch der Quiché-Indianer von Guatemala, Stuttgart/Berlin: Kohlhammer 1944
- Gliederung des Alt-Aztekischen Volks in Familie, Stand und Beruf. Aus dem aztekischen Urtext Bernardino de Sahagún's. Übersetzt und Erläutertert von Dr. Leonhard Schultze Jena. Quellenwerke zur alten Geschichte Amerikas, aufgezeichnet in den Sprachen der Eingeborenen. Herausgegeben vom Ibero-Amerikanischen Institut Stuttgart , W. Kohlhammer, 1952, 336 Seiten.
- Traduccion Antonio Goubaud Carrera y Herbert D. Sapper in Biblioteca de cultura popular; Vol. 49: La vida y las crencias de los indígenas quichés de Guatemala Guatemala: Ed. del Ministerio de educación pública Centro ed. „José de Pineda Ibarra“, Guatemalacity, 1954
- Alt-aztekische Gesänge: Nach einer in der Biblioteca Nacional von Mexiko aufbewahrten Handschrift übersetzt und erläutert Hrsg. Leonhard Schultze. Nach seinem Tode hrsg. von Gerdt Kutscher
- Mitos y lenyendas de los pipiles de Iizalco Leonhard Schultze, Cáceres. 1982, San Salvador Tomo II